# Marie-Nicolas-Antoine Daveluy
Marie-Nicolas-Antoine Daveluy (Amiens, 16 marzo 1818 – Boryeong, 30 marzo 1866) fu un membro della Società per le missioni estere di Parigi, vescovo titolare di Acone e vicario apostolico di Corea.
Morì decapitato e fu beatificato come martire nel 1968 e proclamato santo da papa Giovanni Paolo II nel 1984.
Il suo elogio si legge nel Martirologio romano al 30 marzo, giorno della sua morte.

## Genealogia episcopale
La genealogia episcopale è:
- Cardinale Guillaume d'Estouteville, O.S.B.Clun.
- Papa Sisto IV
- Papa Giulio II
- Cardinale Raffaele Riario
- Papa Leone X
- Papa Clemente VII
- Cardinale Antonio Sanseverino, O.S.Io.Hier.
- Cardinale Giovanni Michele Saraceni
- Papa Pio V
- Cardinale Innico d'Avalos d'Aragona, O.S.Iacobi
- Cardinale Scipione Gonzaga
- Patriarca Fabio Biondi
- Papa Urbano VIII
- Cardinale Cosimo de Torres
- Cardinale Francesco Maria Brancaccio
- Vescovo Miguel Juan Balaguer Camarasa, O.S.Io.Hier.
- Papa Alessandro VII
- Cardinale Neri Corsini
- Vescovo Francesco Ravizza
- Cardinale Veríssimo de Lencastre
- Arcivescovo João de Sousa
- Vescovo Álvaro de Abranches e Noronha
- Cardinale Nuno da Cunha e Ataíde
- Cardinale Tomás de Almeida
- Cardinale João Cosme da Cunha, O.R.C.
- Arcivescovo Francisco da Assunção e Brito, O.E.S.A. (1773)
- Vescovo Alexandre de Gouveia, T.O.R.
- Vescovo Caetano Pires Pereira, C.M.
- Vescovo Gioacchino Salvetti, O.F.M.
- Vescovo Emmanuel-Jean-François Verrolles, M.E.P.
- Vescovo Siméon-François Berneux
- Vescovo Marie-Nicolas-Antoine Daveluy, M.E.P.